# گراهام ایستر
گراهام ایستر (انگلیسی: Graham Easter؛ زادهٔ ۲۶ سپتامبر ۱۹۶۹) بازیکن فوتبال اهل بریتانیا است.
از باشگاه‌هایی که در آن بازی کرده‌است می‌توان به باشگاه فوتبال کرو آلکساندرا، باشگاه فوتبال نورتویچ ویکتوریا، و باشگاه فوتبال پرستون نورث اند اشاره کرد.